# Joint venture
Joint venture (též joint adventure, joint enterprise či česky společná firma) je forma spolupráce dvou či více osob, které spolu realizují nějaký projekt. Charakteristickým rysem této spolupráce je smluvní základ (ať již výslovný nebo implicitní), všemi členy této skupiny sdílený společný zájem, dělení zisku nebo podílení se na ztrátě rovným dílem mezi členy a rovnost všech členů co do výše hlasovacího práva.

## Popis Joint venture
Joint venture funguje tak, že většinou domácí podnik spolu s dalším zahraničním podnikem či organizací vytvoří novou společnou obchodně-právní entitu (většinou akciovou společnost). Cílem je spojit přednosti či zkušenosti obou partnerů, např. zahraniční subjekt může nabídnout peníze či prověřenou značku, domácí má zase lepší znalosti místního trhu. Příkladem takové spolupráce je například již zaniklý japonsko-švédský Sony Ericsson. Dále v současnosti Automobilka TPCA (Toyota Peugeot Citroën Automobile) je spojení japonské firmy Toyota Motor Corporation (TMC) a francouzské PSA Groupe. Příkladem je i společnost Boeing, která je členem společného podniku (joint venture) United Launch Alliance, který provozuje nosné rakety Atlas V, Delta II a Delta IV.